# A Boy Named Goo
A Boy Named Goo es el quinto álbum de estudio de la banda originaria de Buffalo, The Goo Goo Dolls, lanzado el 14 de marzo de 1995. Y es en este álbum en el que el baterista George Tutuska abandona la banda y es reemplazado por el baterista Mike Malinin y es el primer álbum de estudio de la banda que no contiene 14 canciones. De este álbum sacaron los sencillos: Only one, Flat top, Name (gracias a este sencillo la banda comenzó realmente a tener éxito), Naked y Long way down. El álbum sería certificado Doble Platino por ventas de más de 2 millones de copias en los Estados Unidos.
Cómo curiosidad, el álbum fue lanzado el mismo día que los álbumes Above de Mad Season y el álbum homónimo de Collective Soul.

## Lista de canciones
| N.º | Título                                                                                       | Duración |  |
| 1.  | «Long Way Down»                                                                              | 3:28     |  |
| 2.  | «Burnin' Up» (Rzeznik, Takac, George Tutuska)                                                | 2:29     |  |
| 3.  | «Naked»                                                                                      | 3:43     |  |
| 4.  | «Flat Top»                                                                                   | 4:30     |  |
| 5.  | «Impersonality» (Rzeznik, Takac, Tutuska)                                                    | 2:41     |  |
| 6.  | «Name»                                                                                       | 4:30     |  |
| 7.  | «Only One»                                                                                   | 3:18     |  |
| 8.  | «Somethin' Bad» (Rzeznik, Takac, Tutuska)                                                    | 2:30     |  |
| 9.  | «Ain't That Unusual»                                                                         | 3:19     |  |
| 10. | «So Long» (Rzeznik, Takac, Tutuska)                                                          | 2:33     |  |
| 11. | «Eyes Wide Open» (Rzeznik, Takac, Tutuska)                                                   | 3:56     |  |
| 12. | «Disconnected» (Joe Bompczyk, Bob Guariglia, Pete Secrist, Fred Suchman) (The Enemies cover) | 3:00     |  |
| 13. | «Slave Girl» (Mick Blood, Richard Jakimyszyn) (cover de Lime Spiders)                        | 2:17     |  |